# Antoine Dénériaz
Vous lisez un « bon article » labellisé en 2015.
Pour les articles homonymes, voir Dénériaz.
Antoine Dénériaz, né le 6 mars 1976 à Bonneville en Haute-Savoie, est un skieur alpin français, spécialiste de la descente, dont la carrière sportive s'est étendue de 1996 à 2007 au niveau international. Il fait ses débuts en Coupe du monde en 1996 et remporte sa première épreuve en 2002 sur la piste de Val Gardena. Il est sacré champion olympique de descente à Sestrières lors des Jeux d'hiver de Turin en 2006.
Antoine Dénériaz a pris 141 départs en Coupe du monde. Il compte trois victoires, pour un total de six podiums. Son meilleur résultat au classement général est une vingtième place obtenue en 2004. Il se place au sixième rang du classement spécifique de la descente en 2003 et au septième l'année suivante. Il a également remporté deux titres de champion de France de descente, en 2003 et 2004.
Ses qualités de glisseur, reconnues par ses pairs, lui valent le surnom de « Glissman ». Gravement blessé à Åre en mars 2006, trois semaines après son titre olympique, il ne parvient pas ensuite à retrouver son niveau et annonce en décembre 2007 qu'il prend définitivement sa retraite sportive, expliquant souffrir de l'impact psychologique de sa chute. Il entame sa reconversion en occupant le poste de consultant pour les épreuves de ski sur différentes chaînes françaises, obtient un diplôme en marketing international du sport et crée sa propre marque d’accessoires de ski en 2009.
Il est considéré comme l'un des meilleurs fendeurs de l'histoire du ski mondial.

## Biographie

### Premières années
Antoine Dénériaz naît le 3 mars 1976 à Bonneville, dans le département de la Haute-Savoie. Il découvre le ski grâce à son père, moniteur et président du ski-club de Morillon, un petit village situé à proximité de Cluses, dans lequel Dénériaz passe toute son enfance. Son père Alain, qui exerce également le métier de charpentier l'été, est maire de cette commune. À l'âge de 15 ans, Antoine Dénériaz fait son entrée sur le circuit FIS au sein du « Team Grand Massif » de Morillon puis est sélectionné pour les championnats du monde juniors de 1994 à Lake Placid, aux États-Unis, où il se classe 31e de la descente et 45e du super-G,. La saison suivante, il participe à sa première épreuve de Coupe d'Europe, à La Thuile, mais ne parvient pas à terminer la descente. Il prend part à plusieurs courses FIS, aussi bien dans les épreuves techniques que dans les épreuves de vitesse, puis participe à nouveau aux Championnats du monde juniors, disputés en 1995 à Voss en Norvège. Il se classe alors 9e de la descente.

### Carrière sportive

#### Débuts en Coupe du monde (1996-2002)
Antoine Dénériaz intègre l'équipe de France en 1996, aux côtés de Luc Alphand, qui le surnomme rapidement « Glissman », et fait ses débuts en Coupe du monde le 15 décembre de la même année dans la descente de Val-d'Isère, dont il se classe 34e. Lors de cette saison 1996-1997, il prend le départ de sept descentes de Coupe du monde sans inscrire le moindre point. Il monte toutefois sur le podium des Championnats de France, à la fois en super-G et en descente, à la 2e place. Lors de la saison 1997-1998, Antoine Dénériaz prend le départ de onze épreuves en Coupe du monde, mais comme l'année précédente, il ne marque aucun point.
Il obtient son premier résultat important avec une quatrième place dans la descente de Val-d'Isère le 12 décembre 1998, ce qui lui permet par ailleurs de marquer ses premiers points en Coupe du monde,. Il fait alors preuve de plus de régularité dans ses résultats : 15e à Bormio puis à Wengen, 19e à Kitzbühel avant de prendre la 9e place dans la station autrichienne pour son premier combiné. Sélectionné pour les Championnats du monde 1999 de Vail, dans le Colorado, il se classe 21e de la descente. Antoine Dénériaz achève sa saison avec une 17e place en super-G à Kvitfjell, puis une 14e place en descente à Sierra Nevada, ce qui lui permet de pointer au 45e rang du classement général de la Coupe du monde.
La saison suivante, il peine à confirmer ses résultats, n'obtenant au mieux qu'une 11e place en combiné à Kitzbühel, une 13e à Chamonix-Mont-Blanc dans la même discipline et une 19e place en descente à Beaver Creek. Il recule alors au 71e rang du classement général de la Coupe du monde. Lors des cinq premières épreuves de vitesse de la saison 2000-2001, Antoine Dénériaz ne marque aucun point, se classant parfois au-delà de la 50e place. Il n'est plus sélectionné en équipe de France pour les épreuves de Coupe du monde et dispute alors des épreuves de Coupe d'Europe pour retrouver de la confiance. Il fait son retour à Kvitfjell, avant-dernière étape de la Coupe du monde, où il se classe 21e et 19e des deux descentes organisées dans la station norvégienne. Vingtième de la première descente de la saison 2001-2002 disputée à Val-d'Isère, Antoine Dénériaz obtient ensuite de très bons résultats dans les stations italiennes : 9e de la première descente de Val Gardena puis 14e de la seconde, il se classe 12e et 9e des deux descentes de Bormio. Deux mois plus tard, il participe à ses premiers Jeux olympiques, à Salt Lake City, et se classe 12e de la descente remportée par l'Autrichien Fritz Strobl,.

#### Premiers succès (2002-2004)

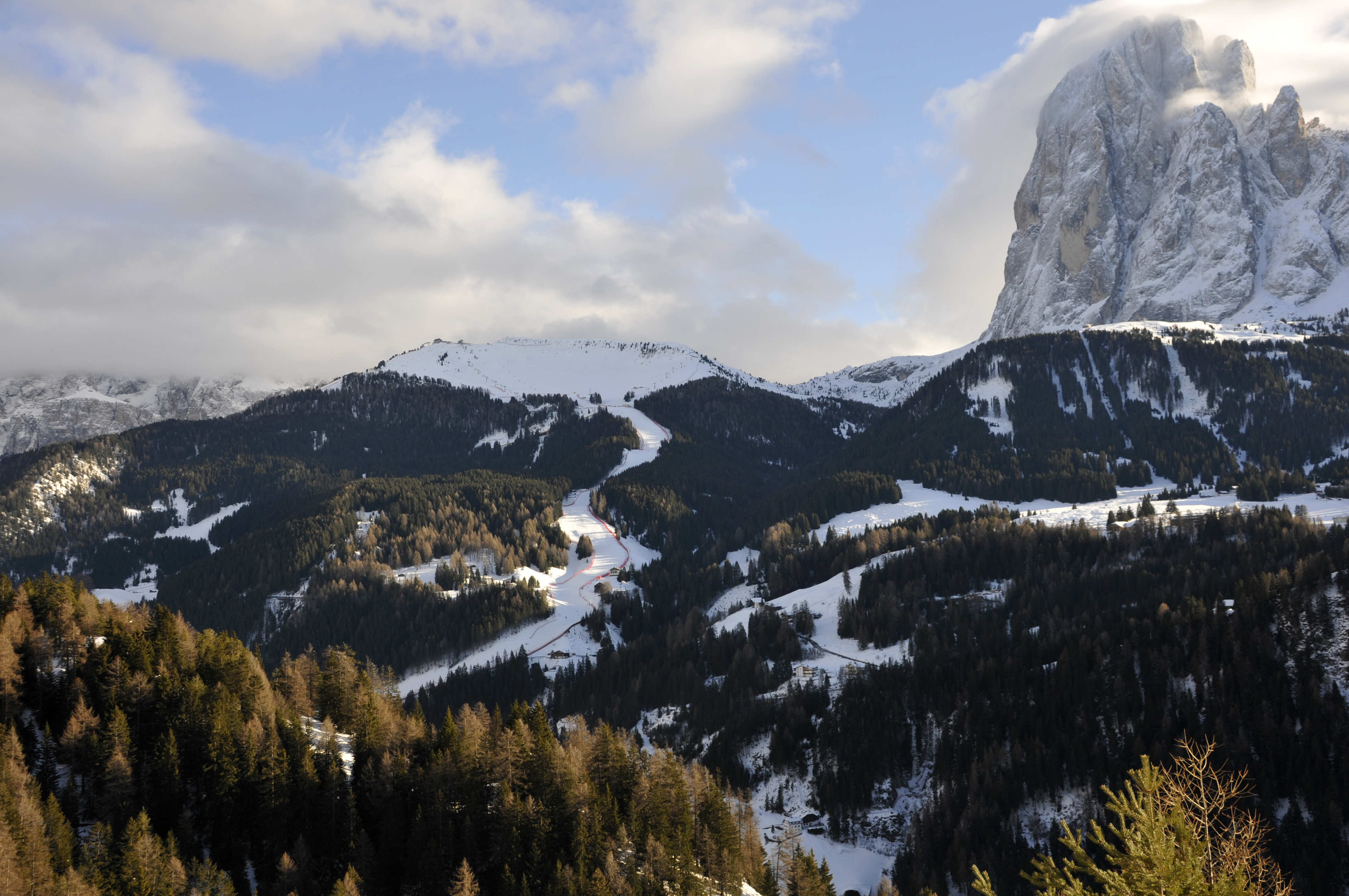
Antoine Dénériaz remporte sa première victoire sur la Saslong de Val Gardena.

Antoine Dénériaz commence la saison 2002-2003 par une 20e place lors de la descente de Lake Louise, au Canada, avant de briller sur les pentes de Val-d'Isère comme il l'avait fait quatre années plus tôt : le Français se classe 4e de la descente, au pied d'un podium constitué de trois Autrichiens. À l'issue de la course, il déclare qu'il espère que ce résultat sera bénéfique pour l'ensemble des skieurs de l'équipe de France : « Ça va donner un gros mental au groupe. On avait besoin de ce petit déclic. » La semaine suivante, il remporte sa première victoire, dans la descente de Val Gardena en Italie, près de cinq ans après la dernière victoire en Coupe du monde d'un Français dans cette discipline, avec le succès de Nicolas Burtin à Kvitfjell. Antoine Dénériaz devance cinq concurrents autrichiens pour s'imposer et succède ainsi à Luc Alphand, dernier vainqueur français sur la Saslong de Val Gardena, en 1996. La veille, il s'était classé 24e du super-G sur la même piste, alors qu'il s'élançait seulement avec le dossard no 63. Quatorzième à Bormio le 11 janvier 2003, 6e à Wengen la semaine suivante puis à nouveau 14e à Kitzbühel le 25 janvier, le Français se présente avec de réelles ambitions de médailles pour les Mondiaux 2003 disputés à Saint-Moritz. Sur la piste suisse de la Corviglia, il se classe au huitième rang de la descente, à égalité avec l'Autrichien Hermann Maier. Seulement 35e de la descente de Garmisch-Partenkirchen, Antoine Dénériaz remporte la deuxième victoire de sa carrière lors des finales de la Coupe du monde, disputées à Lillehammer. Déjà meilleur temps de l'entraînement, il s'impose devant l'Autrichien Stefan Eberharter et l'Américain Daron Rahlves. Grâce à ses deux victoires, Antoine Dénériaz est le 6e meilleur descendeur de l'hiver, tandis qu'il pointe au 25e rang du classement général. La semaine suivante, sur la piste des Menuires, il remporte son premier titre de champion de France de descente,.
La saison 2004-2005 débute par un podium pour Antoine Dénériaz, 3e de la descente inaugurale de Lake Louise. Malgré une 34e place décevante à Beaver Creek, il s'impose comme l'année précédente sur la Saslong de Val Gardena, en devançant cette fois l'Autrichien Michael Walchhofer de près d'une seconde. Déçu par sa 10e place à Chamonix, « à domicile », Antoine Dénériaz obtient des résultats en demi-teinte au début de l'année 2004, mais il retrouve le podium à Kvitfjell, le 6 mars, avec la 3e place d'une descente remportée par Stefan Eberharter. Huitième lors des finales de Sestrières, en Italie, il se place au 7e rang des meilleurs descendeurs de la saison, et obtient la 20e place du classement général. Comme en 2003, il gagne la descente lors des championnats de France.

#### Blessure et sacre olympique (2004-2006)
Comme l'année précédente, Antoine Dénériaz monte sur le podium de la descente de Lake Louise, en prenant la 2e place derrière l'Américain Bode Miller. Après une 7e place à Val-d'Isère, il signe le meilleur temps du premier entraînement de la descente de Val Gardena, sa piste fétiche, mais il n'obtient que la 9e place en course. Alors qu'il avait fait des Championnats du monde de Bormio son objectif, il doit renoncer à cause d'une chute survenue à l'entraînement sur la piste de la « Verte des Houches » à Chamonix, dans le passage du goulet, le 7 janvier. Il souffre d'une rupture du ligament croisé antérieur du genou gauche. D'abord transféré vers le centre hospitalier de Sallanches, il est opéré la semaine suivante à Lyon par le professeur Pierre Chambat, puis entame une période de rééducation à Hauteville-Lompnes, dans l'Ain. Le Français n'en perd pas moins son ambition : alors qu'il se trouve encore sur la piste, recevant les premiers soins, il se tourne vers Mauro Cornaz, responsable de l'équipe de France de descente, et lui dit : « Je ne serai pas champion du monde cette année. Je serai champion olympique l’an prochain à Turin, ! »

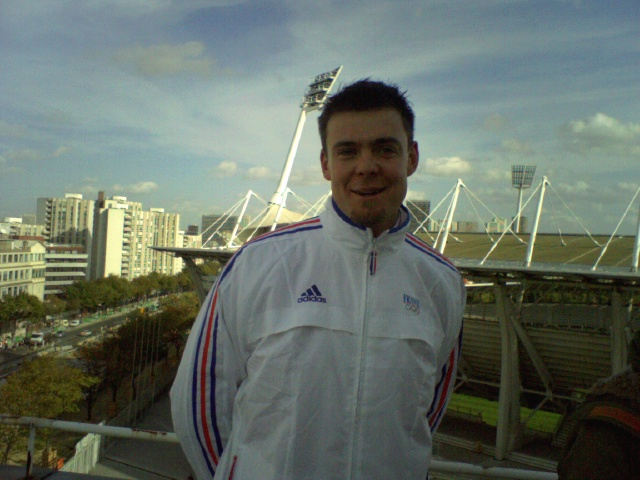
Antoine Dénériaz à Paris en novembre 2005

Antoine Dénériaz rechausse les skis le 19 juillet 2005, aux Deux Alpes, avec la ferme intention de préparer les Jeux de Turin de 2006. Il part en stage au Chili avec le reste de l'équipe de France pendant le mois d'août et retrouve les pistes de Coupe du monde à Lake Louise à la fin du mois de novembre. Alors qu'il brille aux entraînements, il se contente de la 12e place en course, mais se montre néanmoins satisfait de ce résultat compte tenu de la période qu'il vient de traverser. Avec une 21e place à Beaver Creek, 16e à Val-d'Isère, 7e à Val Gardena et 20e à Bormio, Antoine Dénériaz retrouve peu à peu son niveau. À Chamonix, un an après sa blessure, il signe les 2e et 4e temps des entraînements, mais la course est finalement annulée en raison des conditions météorologiques.
Aux Jeux de Turin, lors des entraînements qui déterminent l'ordre des départs, il réalise le meilleur temps. Compte tenu du système de distribution des dossards pour la première série attribués dans l'ordre inverse du résultat du dernier entraînement, il doit s'élancer avec le no 30, après tous les favoris dont l'Autrichien Michael Walchhofer, leader de la Coupe du monde de descente. Sous le soleil et sur une neige qui s'est progressivement réchauffée, les concurrents partis juste avant lui semblent avoir rencontré des problèmes de glisse. Antoine Dénériaz choisit d'utiliser les skis avec lesquels il avait remporté la descente de Val Gardena en 2003, préparés par son technicien Pascal Lemoine, et ce 12 février, sur la piste Kandahar-Banchetta de Sestrières, il maîtrise la course de bout en bout. Son avance augmente à chaque chrono intermédiaire et il réalise le meilleur temps sur la ligne d'arrivée, levant immédiatement les bras car la victoire lui est acquise.
En devançant Michael Walchhofer de 72 centièmes de seconde, il crée l'un des plus gros écarts de l'histoire des Jeux en descente. Il rejoint ainsi dans l'histoire du ski alpin français les autres médaillés d'or olympique de descente Henri Oreiller, Jean Vuarnet, Jean-Claude Killy et Jean-Luc Crétier,. Antoine Dénériaz met en avant le profil de la piste pour expliquer ce succès : « Je savais qu'elle me convenait parfaitement, avec ses mouvements de terrain, ses grands sauts, ses belles courbes, je savais qu'il fallait que je construise ma course jour après jour. Aujourd'hui, j'étais au top. »

#### Nouvelle blessure et fin de carrière (2006-2007)
Tout juste auréolé de son titre olympique, Antoine Dénériaz participe à la descente d'Åre, en Suède, trois semaines après sa victoire. Il y est victime d'une chute spectaculaire : la violence du choc lui arrache son casque. Il en résulte une longue plaie sur la fesse droite. À la suite d'une ponction de l’hématome, il contracte un staphylocoque doré. Cet accident le contraint à s'éloigner de nouveau des pistes pour plusieurs semaines,.
Après s'être entraîné sous dôme, dans le Snow hall d'Amnéville, puis en Amérique du Sud, à Ushuaia (Cerro Castor) pendant l'été 2006, Antoine Dénériaz revient avec plusieurs objectifs pour la saison 2006-2007, dont celui de réaliser le doublé champion olympique-champion du monde, tout en essayant de décrocher le globe de cristal de la descente. Malgré une 5e place dans le super-G de Lake Louise, son meilleur classement dans la discipline, les résultats d'Antoine Dénériaz ne sont pas à la hauteur de ce qu'il espérait. À titre d'exemple, il se classe seulement 51e de la descente de Beaver Creek. Pourtant remis physiquement de sa blessure, le champion olympique explique que ce manque de réussite est lié au mental et au traumatisme lié à sa chute : « Il y a encore des résidus, et je ne me lâche pas comme je le devrais. » Il tente néanmoins de retrouver la confiance, dans le sillage de ses coéquipiers, à l'image de Pierre-Emmanuel Dalcin, vainqueur à Val-d'Isère le 20 janvier 2007. Il aborde sereinement les Mondiaux d'Åre, estimant d'ailleurs avoir plus de chance de briller en super-G, discipline dans laquelle il a obtenu ses meilleurs résultats de l'hiver. Il se classe seulement 29e du super-G, puis 33e de la descente. Grippé, il ne participe pas à l'étape de Coupe du monde de Garmisch-Partenkirchen, et achève la saison au 71e rang du classement général. Il inscrit seulement 9 points dans sa discipline phare, ce qui en fait le 55e descendeur de l'hiver.
La saison 2007-2008 commence mal elle aussi : à Lake Louise, il prend la 39e place de la descente à plus de deux secondes du vainqueur canadien Jan Hudec, puis se classe 48e du super-G. Il pense alors avoir sous-estimé les problèmes physiques liés à sa chute de l'hiver 2006, entraînant un manque de préparation qu'il espérait compenser par l'expérience,. À Beaver Creek, il préfère déclarer forfait après s'être classé à une modeste 83e place de la première descente d'entraînement, tout en étant affecté par la lourde chute du Norvégien Aksel Lund Svindal. Le 5 décembre 2007, lors d'une conférence de presse organisée au siège de la Fédération française de ski à Annecy, Antoine Dénériaz annonce qu'il prend sa retraite sportive. Il explique que l'impact psychologique de sa chute à Åre et la peur qui en découle sont devenus trop importants pour pouvoir retrouver son véritable niveau : « Aujourd'hui la confiance n'est plus là, reconnaît-il. Non seulement je ne vais pas vite mais en plus, je ne me fais pas plaisir,. »

### Après carrière et reconversion
Bien que retraité des pistes, Antoine Dénériaz reste proche de son sport. Il commente les épreuves de Coupe du monde dès le début de l'année 2008 sur la chaîne Eurosport, et officie également comme consultant lors des grands évènements sportifs d'hiver (Championnats du monde et Jeux olympiques) pour le groupe France Télévisions à partir des Mondiaux de Val-d'Isère en 2009, puis pour la chaîne L'Équipe 21 lors des Jeux d'hiver 2014. Il soutient la candidature d'Annecy pour les Jeux olympiques d'hiver de 2018, finalement attribués à Pyeongchang, et se porte candidat pour l'élection, lors des Jeux olympiques de Vancouver de 2010, à la commission des athlètes du Comité international olympique. Alors que deux postes sont à pourvoir, Antoine Dénériaz obtient 455 voix, battu par le britannique Adam Pengilly (618 voix), spécialiste du skeleton, et la hockeyeuse américaine Angela Ruggiero, qui le devance de dix voix. Ambassadeur de la station de Morillon, il lance en janvier 2015 « Antoine Dénériaz Challenge », un évènement en partenariat avec l'office du tourisme de la station, qui consiste en une série de sept épreuves ludiques ou sportives à réaliser en équipes,.
Quelques mois après avoir annoncé sa retraite sportive, en mai 2008, il se marie avec la slalomeuse néo-zélandaise Claudia Riegler, qui donne naissance le 22 novembre 2009 à leur premier fils, Aroha, un prénom qui signifie « Amour » en maori. Un autre garçon vient agrandir la famille le 16 mai 2011, prénommé Tana. Antoine Dénériaz entame sa reconversion professionnelle en reprenant ses études et sort de l'École supérieure des sciences économiques et commerciales (ESSEC) en 2012 avec un diplôme en marketing international du sport. Il crée sa propre marque d’accessoires de ski en 2009 sous le nom « Antoine Dénériaz – Powered by passion ». Il prête également son image à la marque de vêtements d'hiver Fusalp, rachetée par les petits-enfants de René Lacoste. Il est choisi à la fin de l'année 2014 comme ambassadeur par la marque Seat pour la campagne de lancement en France de sa nouvelle voiture, la « Seat Leon X-Perience ».

## Palmarès

### Jeux olympiques d'hiver
Antoine Dénériaz a participé à deux éditions des Jeux olympiques d'hiver, en 2002 puis en 2006. Il compte une médaille d'or en descente.
| Épreuve / Édition | Salt Lake City 2002 | Turin 2006 |
| Descente          | 12e                 | Or         |
| Super combiné     | 21e                 | -          |
| Super-G           | -                   | 11e        |

### Championnats du monde
Antoine Dénériaz a participé à trois éditions des Championnats du monde entre 1999 et 2007. Il y a pris quatre départs, dont trois en descente, et possède comme meilleur résultat une huitième place acquise dans cette discipline à Saint-Moritz en 2003.
| Épreuve / Édition | Beaver Creek 1999 | St Moritz 2003 | Åre 2007 |
| Descente          | 21e               | 8e             | 33e      |
| Super-G           | -                 | -              | 29e      |

### Coupe du monde
Antoine Dénériaz obtient son meilleur classement général en 2004, avec la 20e place. Il est monté à six reprises sur le podium, dont trois victoires, à chaque fois en descente.

#### Différents classements en Coupe du monde
| Saison / Épreuve | Saison / Épreuve | Général | Général | Descente | Descente | Super G | Super G | Combiné | Combiné |
| ---------------- | ---------------- | ------- | ------- | -------- | -------- | ------- | ------- | ------- | ------- |
| Saison / Épreuve | Saison / Épreuve | Class.  | Points  | Class.   | Points   | Class.  | Points  | Class.  | Points  |
| 1999             | 1999             | 45e     | 157     | 21e      | 114      | 36e     | 14      | 14e     | 29      |
| 2000             | 2000             | 71e     | 79      | 34e      | 35       |         |         | 10e     | 44      |
| 2001             | 2001             | 109e    | 22      | 47e      | 22       |         |         |         |         |
| 2002             | 2002             | 41e     | 186     | 18e      | 157      |         |         | 14e     | 29      |
| 2003             | 2003             | 25e     | 344     | 6e       | 337      | 51e     | 7       |         |         |
| 2004             | 2004             | 20e     | 370     | 7e       | 367      | 47e     | 3       |         |         |
| 2005             | 2005             | 40e     | 202     | 17e      | 168      | 33e     | 34      |         |         |
| 2006             | 2006             | 45e     | 168     | 20e      | 124      | 28e     | 44      |         |         |
| 2007             | 2007             | 71e     | 94      | 55e      | 9        | 16e     | 85      |         |         |

#### Détail des victoires
| Saison / Épreuve | Descente                | Total |
| 2003             | Val Gardena Lillehammer | 2     |
| 2004             | Val Gardena             | 1     |
| Total            | 3                       | 3     |

#### Performances générales
Antoine Dénériaz a pris 141 départs en Coupe du monde, la plupart en descente. Il est monté à six reprises sur le podium, dont trois victoires, toutes remportées en descente.
| Résultat  | Descente | Super-G | Slalom géant | Combiné | Slalom | Total |
| --------- | -------- | ------- | ------------ | ------- | ------ | ----- |
| 1re place | 3        | -       | -            | -       | -      | 3     |
| 2e place  | 1        | -       | -            | -       | -      | 1     |
| 3e place  | 2        | -       | -            | -       | –      | 2     |
| Top 10    | 19       | 2       | -            | 2       | -      | 23    |
| Top 30    | 54       | 14      | -            | 4       | -      | 72    |
| Autres    | 40       | 25      | -            | -       | 4      | 69    |
| Départs   | 94       | 39      | 0            | 4       | 4      | 141   |

### Championnats du monde juniors
| Épreuve / Édition         | Descente | Super-G |
| ------------------------- | -------- | ------- |
| Mondiaux 1994 Lake Placid | 31e      | 45e     |
| Mondiaux 1995 Voss        | 9e       | —       |

### Championnats de France
Antoine Dénériaz compte deux titres de Champion de France de descente, obtenus en 2003 et 2004, et un titre de Champion de France de Super G obtenu en 2004. Il est également monté à cinq autres reprises sur le podium, dont trois fois en super-G.
| Épreuve / Édition                          | Descente          | Super-G            | Slalom géant | Slalom  | Super combiné |
| ------------------------------------------ | ----------------- | ------------------ | ------------ | ------- | ------------- |
| Championnats 1995 Morzine/Les Arcs         | 19e               | 34e                | 30e          | —       | —             |
| Championnats 1996 Megève                   | 10e               | 27e                | Abandon      | —       | —             |
| Championnats 1997 L'Alpe d'Huez/Tignes     | Médaille d'argent | Médaille d'argent  | 18e          | Abandon | —             |
| Championnats 1999 La Clusaz                | 4e                | Médaille d'argent  | 15e          | —       | —             |
| Championnats 2000 Valloire/Alpe d'Huez     | 4e                | 12e                | Abandon      | —       | —             |
| Championnats 2001 Courchevel/L'Alpe d'Huez | —                 | 32e                | —            | —       | —             |
| Championnats 2002 Megève                   | Médaille d'argent | —                  | —            | —       | —             |
| Championnats 2003 Les Menuires             | Médaille d'or     | 10e                | —            | —       | —             |
| Championnats 2004 Les Carroz/Flaine        | Médaille d'or     | Médaille d'or      | —            | —       | —             |
| Championnats 2007 Val-d'Isère              | 7e                | Médaille de bronze | —            | —       | —             |

## Style, personnalité et caractéristiques
Antoine Dénériaz est reconnu pour son sens de la glisse. Son grand gabarit (1,89 m), lui permet de prendre rapidement de la vitesse. Il est d'ailleurs surnommé « Glissman » au début de sa carrière par un autre grand descendeur français, Luc Alphand. Mauro Cornaz, son entraîneur italien dit de lui : « Sa seule qualité naturelle, c'était la glisse. Antoine n'avait certes pas le talent d'un Kristian Ghedina ou d'un Luc Alphand. Mais tout le reste, il l'a obtenu à force de travail acharné. » Il profite également du travail de son technicien Pascal Lemoine, qui prépare ses skis tout au long de sa carrière. Son titre olympique lui vaut un certain nombre de distinctions : il est fait chevalier de la Légion d'honneur par le président Jacques Chirac en 2006,, et reçoit le Grand prix olympique de l'Académie des sports la même année.